# The Frank Zappa AAAFNRAAAAAM Birthday Bundle
The Frank Zappa AAAFNRAAAA Birthday Bundle je kompilační album Franka Zappy, vydané k příležitosti jeho nedožitých 71. narozenin 21. prosince 2011. Na albu se také objevují hudebníci jako Serj Tankian, Dweezil Zappa a další.

## Seznam skladeb
| Pořadí | Název                                    | Interpret                             | Délka |
| ------ | ---------------------------------------- | ------------------------------------- | ----- |
| 1.     | Wowie Zowie                              | Mathilda Plum Doucette Zappa          |       |
| 2.     | Bobby Brown (Se Upp För F-N)             | Lise & Gertrud                        |       |
| 3.     | Yellow Snow                              | Serj Tankian                          |       |
| 4.     | Magic Fingers                            | Rama Duke                             |       |
| 5.     | Dirty Love                               | The Dirty Diamond                     |       |
| 6.     | Why Does It Hurt When I Pee?             | Pancho and Sancho                     |       |
| 7.     | Dead Girls of London (vm)                | L. Shankar, Frank Zappa, Van Morrison |       |
| 8.     | Another Variation of the Formerly Secret | Frank Zappa                           |       |
| 9.     | Peaches (Vienna 88)                      | Frank Zappa                           |       |
| 10.    | Cosmik Debris                            | Frank Zappa, Dweezil Zappa            |       |
| 11.    | Sleep Dirt                               | Pete Griffin                          |       |
| 12.    | Evelyn, A Modified Dog                   | Jamie Kime                            |       |
| 13.    | Love of My Life                          | Jerry Lawson                          |       |